# 両大血管右室起始症
両大血管右室起始症（りょうだいけっかんうしつきししょう、英: Double outlet right ventricle, DORV）とは、大動脈・肺動脈の両方の大血管が解剖学的右室から起始する先天性心疾患である。ほとんどすべてに心室中隔欠損を伴う。

## 定義
定義上は「両方の大血管がおのおの50％以上右室から起始する心奇形」を示し、心房心室関係については感知しない。このため実際は心室中隔欠損と両大血管の様々な位置関係があり、以下のようにただの心室中隔欠損や大血管転位と区分される。
- 大動脈が左心室・肺動脈が右心室から起始→（単独の）心室中隔欠損
- 大動脈が心室中隔に騎乗して始期・肺動脈が右心室から起始→両大血管右室起始
- 大動脈・肺動脈双方とも明確に右心室から起始→両大血管右室起始
- 大動脈が右心室・肺動脈が心室中隔に騎乗して起始[注釈 1]→両大血管右室起始
- 大動脈が右心室・肺動脈が左心室から起始→（完全）大血管転位

なお、DORVの指す病態は幅広く、血管の位置だけでも大動脈が肺動脈の右後方から出ている正常と同じ配置で起始の場所だけ右にずれている正常大血管型から、両者が左右に並ぶ両大血管右室起始（DORV）型、大動脈が肺動脈の前方にいる大血管転位（TGA）型があり、これ以外に心房心室の位置が正常86％に対し錯位が11％、複数の心室中隔欠損合併13％が見られるほか、房室弁形成異常を伴い左心低形成などもある。また、ファロー四徴症（TOF）は定義上大動脈が右に寄っている症例なので、肺動脈狭窄を併発した両大血管右室起始との区別が問題となり、『日本胸部外科学会誌1981』では「大動脈が50～90％右室起始の場合はファロー四徴」と定義されていたが、最近の小児心臓外科では「前述の定義でもよいが、肺動脈狭窄合併するものに対しては本症（両大血管右室起始）でもファロー四徴でもよい」としている。
このように単一病名というよりむしろ心室大血管関係の一形態と捉えることも出来る。

## 分類
DORVの形態は、{ 心房位、心室位、大血管関係 } により、
{ S, D, D }，{ S, D, L }，{ S, L, L }，{ S, L, D }，
{ I, L, L }，{ I, L, D }，{ I, D, D }，{ I, D, L }
の8つのタイプに分類出来る（中括弧の記載法については区分診断法を参照）。この中で最も頻度の高い典型例が { S, D, D } タイプであり、本症の半分以上を占める。これは更に心室中隔欠損（VSD）の形態・場所により更に4つの形態に分類される（Lev分類）。
大動脈弁下型（subaortic VSD）
50％の頻度で見られ、心室中隔欠損は大動脈弁下の膜様部流出路に位置し、大動脈は肺動脈の右後方に位置する正常な大血管関係。
肺動脈弁下型（subpulmonary VSD）
30％の頻度で見られ、心室中隔欠損が通常大きく、前方上方寄りの心室中隔の肺動脈弁下に位置（肺動脈弁下円錐がない場合は肺動脈が心室中隔に騎乗）。
両半月弁下型（doubly committed VSD）
約10％の頻度で見られ、肺動脈弁下の漏斗部心筋が極めて小さいかなく、心室中隔欠損が両血管の弁直下付近にある。このため左右の心室の境が不明瞭でどちらからの起始かの判断が困難なため「両大血管右室起始」ではなく「両大血管両室起始」と呼ばれることもある
遠位型（non-committed or remote VSD）
10～20％の頻度で見られ、両大血管から遠く離れた位置に心室中隔欠損がある。

## 病態生理と臨床像
DORVの病態生理は肺動脈狭窄（PS）、および大血管とVSDの位置関係により異なる。ここでは主なタイプの病態を記載する。

### 肺動脈狭窄を伴うDORV
大血管関係やVSDの位置に関わらず肺血流量が減少し、また右室から静脈血が直接大動脈に混入するため、高度のチアノーゼを認める。血行動態としてはファロー四徴症に類似している（肺動脈弁下型VSDの場合は、厳密には完全大血管転位のIII型の方が近い。）。狭窄の部位は漏斗部狭窄であることが多い。

### 肺動脈狭窄を伴わないDORV
肺動脈狭窄を伴わない場合は肺血流量が増加し、チアノーゼは軽微で、肺高血圧を伴ったVSDの臨床像に類似する。前述のVSDの形態により、以下の様にそれぞれ病態が異なる。
- 大動脈弁下型VSD

左室から拍出される血流は、肺血管抵抗が低い期間は肺血流量の増加に繋がり通常の大きなVSDと同様に左→右シャントになり、大動脈・肺動脈双方に流れるが、乳児期に容易に肺高血圧が進行し、次第に心雑音が聴取されなくなる。放置されるとアイゼンメンゲル化し、右→左シャントになるとチアノーゼが出現する。
- 肺動脈弁下型VSD

左室の血流は主として肺動脈に流れるため、VSDを伴う完全大血管転位（complete TGA）のII型とよく似た血行動態となり、新生児期から呼吸困難や心不全を来しやすい。大血管がside-by-side（同じ高さで横に並んで起始）または大動脈が肺動脈のやや後方で、肺動脈がVSDに騎乗しているものをタウシッヒ・ビン奇形（Taussig–Bing anomaly）と呼ぶ。また大動脈が前方にあるTGA型のものは false Taussig-Bing 奇形と呼び、これに対し先に挙げた正常大血管型のタイプを original Taussig-Bing 奇形と読んで区別することもある。前者には川島手術、後者にはジャテン手術が第一選択となる。
- 両半月弁下型VSD

VSDが大動脈と肺動脈どちらにより偏位しているかにより病態が異なり、それに従い治療方針が決定される。
基本的には大動脈弁下型VSDのように大きなVSDに近い血液動態になる。
- 遠位型VSD

大動脈・肺動脈いずれからもVSDが離れているため、左室からの血流が右室内で静脈血と混合する。
完全型心内膜床欠損合併例が多く、この場合大きな共通前突がある。

## 診断
心雑音、チアノーゼ、多呼吸、胸部X線上心拡大を示す場合は鑑別として本症を疑う。但し肺動脈狭窄の有無により心胸郭比は様々である。
心電図では右室肥大ないし両室肥大右軸偏位の所見を示すことが多い。
心エコーでは、まず区分診断を正確に行い、心室ループ、大血管関係を決定する。両半月弁が房室弁と線維性連続を欠いていれば両側円錐を伴うDORVの確定診断となる。また術式決定のため、VSDの部位・径、大血管との位置関係、円錐中隔の形態評価、弁狭窄・弁下狭窄の有無などを調べておくことが重要である。
心臓カテーテル検査では、肺動脈狭窄の程度、肺高血圧、肺血管抵抗の評価を行う。また造影検査はDORVの形態診断を行う上で重要である。

## 治療

### 姑息術
左室低形成例ではフォンタン手術の適応となり、新生児期～乳児期にシャント手術または肺動脈絞扼術（肺動脈にテープを巻き血流を抑える方法、PA banding）といった姑息術が必要になることが多い。
それ以外では肺血流量が多すぎることで心不全が高度な場合も肺動脈絞扼術。逆に肺動脈閉鎖併発で出生食後からチアノーゼが強い場合、短絡手術（Blalock-Taussig手術）の適応となる。

### 根治術
両心室の機能が良好な場合は二心室修復を目指して術式を選択する。
大動脈弁下VSD・両半月弁下型VSD
肺動脈狭窄を合併していない場合
左室から心室中隔欠損を経て大動脈へ血流を誘導するように右室内にトンネル様パッチを用いて大動脈へ血流を誘導するようにVSDを閉鎖する。
肺動脈狭窄（もしくは肺動脈閉鎖）を合併している場合
上記の左室-大動脈間のトンネル作成に加えて右室流出路再建をファロー四徴症に準じて行い、もしも肺動脈が低形成の場合は短絡手術を行う。右室流出路を冠動脈が走行する場合は導管を設置する。
肺動脈弁下型VSD
左室-大動脈間のルートにいくつか手術法があり、状況に応じて使い分ける。基本的に大血管が左右の場合は心内導管、前後の場合は動脈スイッチ手術になる。
川島法（川島手術）。
肺動脈弁下VSDから大動脈弁まで心室中隔を後壁にして心内導管を用いる手法。両大血管が左右に並び、三尖弁と肺動脈弁の距離が十分にある場合が適応。
両大血管転換（動脈スイッチ）術を併用する方法（ジャテーン[Jatene]手術を併用）
心室中隔欠損を経て肺動脈に血流を誘導するように右室内にトンネルを作る。無論そのままでは肺から来た動脈血が肺に戻ってしまうので、心臓から出た先で肺動脈と大動脈をつけ変えておく。
肺動脈弁下型VSDはその名の通り肺動脈の近くに欠損孔があるので、川島法と違い近い方の肺動脈にルートを作ればよいので大動脈がどこにあっても理論上は問題とならない。
肺動脈と大動脈を吻合させる方法（ダムス・ケー・スタンセル法）
位置関係の都合で川島法が使えず、さらに大動脈弁下狭窄もしくは大動脈低形成を合併して両大血管転換術も使用できない場合に使用。ジャテーン手術を併用時のように肺動脈に左心室からの導管をつけて大動脈に接続後、元の大動脈弁を閉鎖して右室から末梢肺静脈に心外導管を設置する。
遠位型VSD
心室中隔欠損から大動脈弁までの距離が長いので長い心内導管を作成するが、これが不可能な場合（三尖弁の乳頭筋が大動脈弁下にある場合など）や複数の心室中隔欠損が存在し肺動脈狭窄を合併するときは短絡手術が対象。心内修復手術が困難な場合は単心室として扱うことも考慮する。
これら以外に大動脈が前方にあるTGA型で肺動脈狭窄を伴う場合はラステリ手術、または二階堂法（Nikaidoh procedure）などが適応となる。

## 疫学
Oblerらによると、DORVは先天性心疾患の1～3％に認められ、また染色体異常が40％程度認められたと報告されている。
日本国内では、日本胸部外科学会の統計によると、先天性心疾患全症例の2.5～2.8％に認められている。

## 予後
大動脈弓部異常および多発性VSDの合併例を除き、VSD型の根治術の手術成績は良好である。特に大動脈弁下VSD・両半月弁下型VSDに行われるトンネル様パッチを用いた心内導管手術は合併症が少なく、生存者の87％がNYHAクラス1であった。
Brownらの報告によると、15年生存率でVSD型は95.8％、Taussig-Bing型は89.7％、複雑型は89.5％である。